# Циклоалкани
Циклоалка́ни (інша назва нафтени, циклопарафіни, циклани) — вуглеводні з одним чи кількома вуглецевими циклами. Загальна формула CnH2n або (CH2)n. 

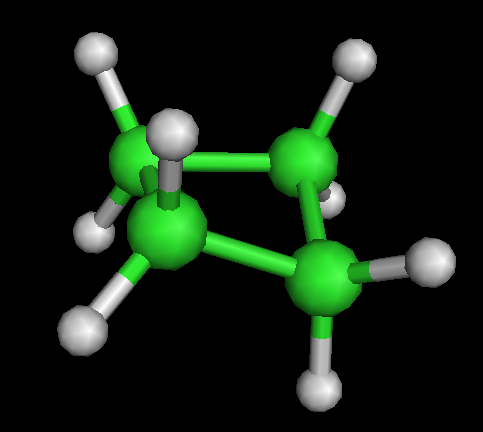
Циклобутан

За розмірами циклу поділяють на малі (циклопропан, циклобутан), середні (циклопентан, циклогексан, циклогептан) та великі (n>7).

## Історія
У 1883 році професор Московського університету В. В. Марковников (1838—1904 рр.) довів, що, на відміну від американської, бакинська нафта містить головним чином циклічні вуглеводні, які мають у циклі п'ять або шість атомів вуглецю. Ці вуглеводні були названі Марковниковим нафтенами. У молекулах нафтенів атоми вуглецю сполучені простими зв'язками, як і в молекулах парафінів, що робить нафтени схожими за властивостями з насиченими вуглеводнями.

## Номенклатура
Циклоалкани з одним циклом називають аналогічно до нормальних (лінійних) алканів з відповідною кількістю атомів вуглецю, використовуючи префікс цикло-: циклопропан, циклобутан, циклопентан, циклогексан тощо. Циклоалкани з n>20 зазвичай називають циклопарафінами.
Для називання сполуки:
1. Визначте кількість атомів вуглецю у кільці та найбільшому заміснику. Якщо кількість атомів вуглецю в кільці є більшою чи рівною кількості атомів вуглецю найбільшого замісника, сполука приймає назву від циклоалкану з алкільним замісником. Якщо ж кількість атомів вуглецю в найбільшому заміснику є більшою від кількості атомів вуглецю в циклі, сполука приймає назву від алкану заміщеного циклоалкільним замісником.Біцикло[2,2,1]гептан

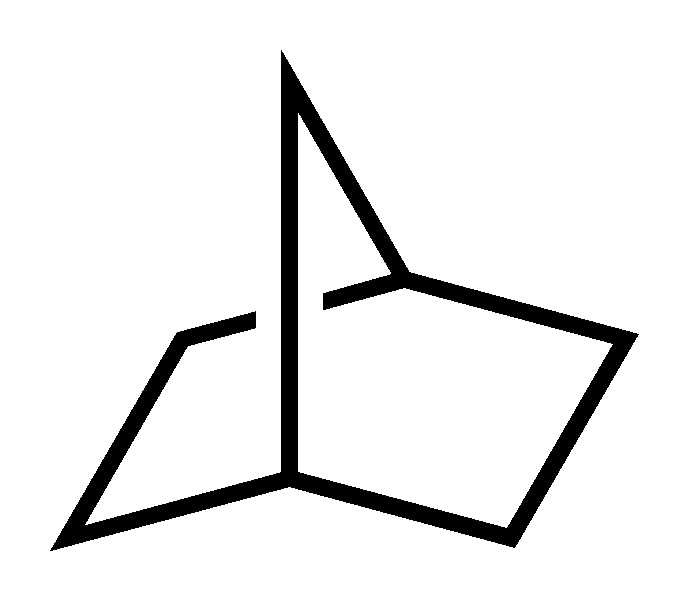
Біцикло[2,2,1]гептан

2. Для циклоалканів з алкільним замісником нумерація атомів вуглецю кільця починається від місця приєднання замісника. Замісники в кільці нумеруються так, щоб сума номерів атомів вуглецю була мінімальна (1,3-диметилоциклогексан а не 1,5-диметилоциклогексан)
  - Коли в молекулі наявні два або більше алкільних замісника, нумеруємо в алфавітному порядку (напр. 1-етил-2-метилоциклопентан)
  - Якщо присутній атом галогену, то нумеруємо так само як у випадку з алкільними групами (в алфавітному порядку).

Номенклатура поліциклічних алканів (біциклічних та спіро) є складнішою. Основа назви вказує на кількість атомів вуглецю в циклічній системі, префікс вказує на кількість циклів (напр. «біцикло»), нумеричним префіксом позначають кількість атомів вуглецю в кожному циклі не рахуючи вузлових атомів. Наприклад, біциклооктан, що складається з шести- та чотиричленного циклів з двома спільними сусідніми атомами, має назву біцикло[4,2,0]октан. Шестичленний цикл, за винятком спільного зв'язка, складається з 4-х атомів вуглецю. Чотиричленний — з двох. Спільна сторона, за винятком двох вершин що її визначають, містить 0 атомів.

## Фізичні властивості
Загалом циклоалкани подібні за фізичними властивостями до відповідних алканів, проте мають дещо вищі температури плавлення та кипіння, більші густини. Цим вони завдячують міцнішим силам Лондона, оскільки циклічна форма сприяє більшій поверхні міжмолекулярних контактів. Циклоалкани виказують практично таку ж хімічну пасивність що й алкани (містять стійкі С-С та С-Н зв'язки). Однак, циклічне напруження (див. нижче) може сприяти підвищеній реактивності.
| Назва       | Т.плав., °С | Т.кип., °С | Відносна густина (при 20 °С) |
| Циклопропан | -127        | -33        | -                            |
| Циклобутан  | -80         | 13         | -                            |
| Циклопентан | -94         | 49         | 0,746                        |
| Циклогексан | 6,5         | 81         | 0.778                        |
| Циклогептан | -12         | 118        | 0,810                        |
| Циклооктан  | 14          | 149        | 0,830                        |

## Напруженість циклу
Атоми вуглецю в циклоалканах sp3-гібридизовані і тому відхилення від ідеальних тетраедричних кутів (109,47°) спричиняє зростання потенційної енергії і має загальний дестабілізуючий ефект. Перекривання атомів водню також відіграє дестабілізуючу роль. Енергія напруження циклу вказує на теоретичний приріст потенційної енергії спричинений геометричним фактором і вираховується з порівняння стандартної зміни ентальпії згоряння циклоалкану із значенням обрахованим на основі усереднених енергій хімічних зв'язків.
Циклопропан, в якому атоми вуглецю утворюють правильний трикутник і тому мають валентні кути 60°, має найвищу енергію напруження циклу. Енергія напруження складає прибл. 120 кДж/моль. Вуглецевий скелет циклобутану утворює деформований квадрат з кутами прибл. 90°. Завдяки деформації вуглецевого скелету частково зменшується взаємодія між атомами водню. Він має дещо меншу енергію напруження, близько 110 КДж/моль. У теоретично плаского циклопентану кути С-С-С становлять 108°, дуже близько до тетраедричного. Реальна молекула циклопентану дещо спотворена, за рахунок чого зменшується дестабілізуюча взаємодія між атомами водню. Енергія напруження становить 25 кДж/моль.
В циклогексану енергія напруження є мінімальною завдяки можливості укладання атомів таким чином, що досягаються ідеальні тетраедричні кути між зв'язками. В найбільш стабільній конформації циклогексану (крісло) атоми водню біля сусідніх атомів вуглецю скеровані в протилежні боки, завдяки чому практично нівелюється стерична взаємодія.
Після циклогексану молекули вже не здатні приймати конформації в яких відсутнє напруження циклу, тому енергія напруження починає зростати і досягає масимуму при n=9 (50 кДж/моль). Далі напруження повільно спадає до n=12 після чого різко зменшується до 10 кДж/моль при n=14. При подальшому збільшенні циклу немає однозначної думки про зміну напруження циклу. Одні вважають, що вона монотонно зростає, інші — зникає цілковито.

## Реакції
Циклоалкани з середнім та великим циклом є винятково стабільними і за хімічними властивостями подібні до алканів. Малі циклоалкани — а особливо циклопропан — є менш стабільними завдяки напруженню Байера та напруженню цикла. Вони реагують подібно до алкенів. Специфічними є реакції аліфатичного нуклеофільного заміщення та пасивність до електрофільного приєднання .